# Bozhidar Grigorov
Pour les articles homonymes, voir Grigorov.
Bozhidar Ivanov Grigorov (bulgare : Божидар Иванов Григоров) (né le 28 juin 1945 à Sofia en Bulgarie) est un joueur de football international bulgare, qui évoluait au poste d'attaquant.

## Biographie

### Carrière en sélection
Avec l'équipe de Bulgarie, il dispute 7 matchs (pour 2 buts inscrit) entre 1969 et 1975. 
Il figure notamment dans le groupe des sélectionnés lors des Coupes du monde de 1970 et de 1974 (sans toutefois jouer de match).

## Palmarès
| Slavia Sofia - Coupe de Bulgarie (1) : - Vainqueur : 1974-75. - Finaliste : 1971-72. |  | - Footballeur bulgare de l'année (1) : 1976. |